# Abbaye Saint-Pierre-des-Chazes
L’abbaye Saint-Pierre-des-Chazes est une ancienne abbaye bénédictine située à Saint-Julien-des-Chazes dans le département français de la Haute-Loire en région Auvergne-Rhône-Alpes.

## Histoire

### Fondation
L'abbaye bénédictine de Saint-Pierre-des-Chazes a été établie vers 910 sous l'initiative de l'épouse de Claude de Chanteuges, une famille influente qui a largement pourvu l'abbaye en biens et en ressources. Sa vocation première était d'accueillir des jeunes filles issues de familles nobles, qui étaient assistées par des femmes issues de milieux plus modestes. Ces religieuses résidaient dans des habitations individuelles, regroupées autour du cloître, appelées casae, ce qui a donné son nom de « chazes » à l'abbaye. L'abbaye avait également sous sa juridiction huit prieurés, répartis dans les diocèses du Puy, de Saint-Flour et Mende.

## Architecture et description
Durant la Révolution française, l'abbaye a été cédée en tant que bien national. À la fin du XVIIIe siècle ou au début du XIXe siècle, une résidence a été érigée sur le site de l'ancienne église abbatiale. Mis à part la chapelle datant du XVe siècle et les parties subsistantes du cloître, qui sont encore debout, les autres vestiges ont été réutilisés dans la construction de la résidence ou bien conservés en sous-sol.

## Filiation et dépendance
Les abbesses ont constamment affirmé l'indépendance de l'abbaye avant d'admettre son rattachement, au XVIIe siècle, d'abord à la Chaise-Dieu, puis à Cluny.

## Protection
La maison d'habitation et les vestiges de l'église abbatiale, le cloître, les bâtiments de communs et le sol archéologique des cours sont inscrits au titre des monuments historiques par arrêté du 13 janvier 2017.